# Eta Canis Majoris
Désignations
Eta Canis Majoris (en abrégé η CMa, en français Êta du Grand Chien) est une étoile de deuxième magnitude de la constellation du Grand Chien. Elle est aussi appelée par son nom traditionnel Aludra. D'après la mesure de sa parallaxe annuelle par le satellite Hipparcos, l'étoile est située à approximativement ∼ 2 000 a.l. (∼ 613 pc) de la Terre. Elle s'éloigne du Système solaire à une vitesse radiale de +41 km/s.

## Description
Aludra brille assez fort en dépit de la distance qui la sépare de la Terre. Cela est dû au fait qu'elle est intrinsèquement beaucoup plus lumineuse que le Soleil (en magnitude absolue). Aludra est une supergéante bleue de type spectral B5 Ia, qui est sans doute aux dernières étapes de sa vie. Elle devrait continuer à grossir et deviendra une supergéante rouge, ou peut-être est-elle déjà passée à ce stade. Dans les deux cas, elle mourra en supernova dans un million d'années[réf. nécessaire].
η Canis Majoris est une étoile variable de type Alpha Cygni dont la magnitude apparente varie entre +2,36 et +2,50 sur une période de 4,70 jours.

## Noms
Aludra est le nom propre de l'étoile qui a été approuvé par l'Union astronomique internationale le 20 juillet 2016. Il s'agit d'un nom traditionnel qui vient de l'arabe al-‘aðrā qui signifie « la Vierge ». Autrefois les astronomes et astrologues arabes se référaient à un groupe de quatre étoiles dans la constellation de Grand Chien, qu'ils appelaient Al 'Adhara, « les vierges ».